# Leda Battisti
Leda Battisti (ur. w lutym 1971 w Poggio Bustone) – włoska piosenkarka pop.
Od najmłodszych lat grała na gitarze i sama pisała teksty piosenek. W 1992 wygrała telewizyjny show „Partita doppia”. W 1994 za pomocą Internetu skontaktowała się z wydawcą Ottmarem Liebertem, który po wysłuchaniu kilku jej „wersji demo” zdecydował się na współpracę. Pierwszy album Leda Battisti wydała w 1998 roku. W 2000 wystąpiła na festiwalu w San Remo z nowym singlem Un fiume in piena. W roku 2000 wydała kolejną płytę: Passionaria. Po dłuższej przerwie w 2006 wydała następny album Tu L’Amore e il sesso.

## Dyskografia
- 2006: Tu, l’amore e il sesso
- 2000: Passionaria
- 1998: Leda Battisti